# Schwechat
Schwechat es una ciudad localizada al sureste de la ciudad de Viena, Austria. Es conocida por su cerveza y por ser el lugar donde se ubica el Aeropuerto Internacional de Viena, así como las refinerías pertenecientes a la compañía petrolera OMV.

## Geografía
El nombre de la ciudad proviene del río homónimo, que corre a través del centro de la ciudad. Los barrios de la ciudad son: Kledering, Mannswörth, Rannersdorf y Zentrum.

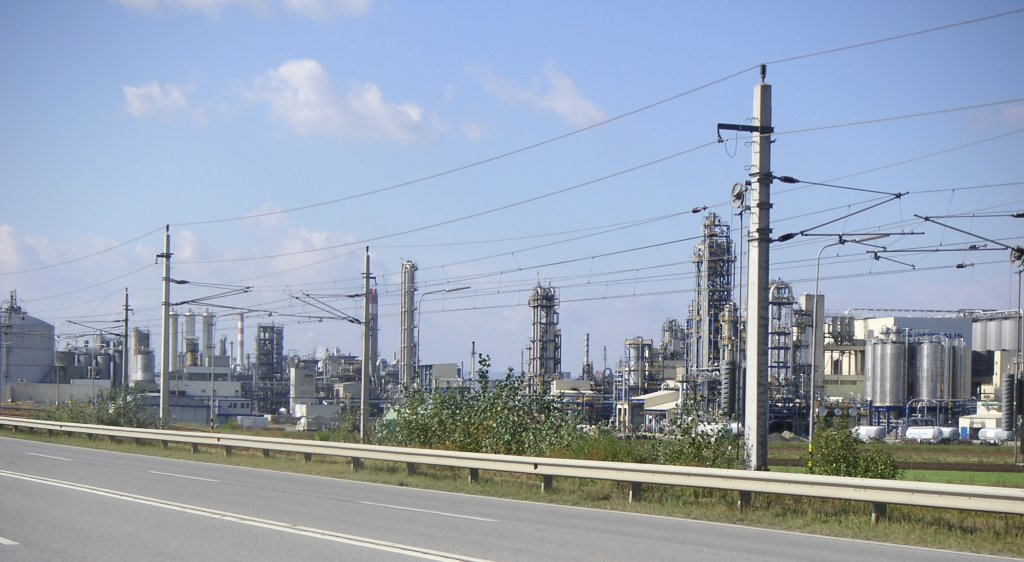
La refinería de Schwechat.

## Historia
Hogar de la antigua villa de Ala Nova, del Imperio romano, la ciudad fue mencionada por primera vez en un documento en 1334. En 1724, se fundó una fábrica textil en Schwechat. La ciudad se desarrolló rápida y masivamente debido a la ola de industrialización ocurrida en Europa en el siglo XIX, y muchas de las compañías establecidas entonces existen hasta nuestros días. 
La refinería de la ciudad fue bombardeada por los Aliados durante la Segunda Guerra Mundial.
Schwechat se convirtió en ciudad en 1924 y fue incorporada a Viena en 1938. En 1954, Schwechat se hizo una ciudad independiente.

## Ciudades hermanadas

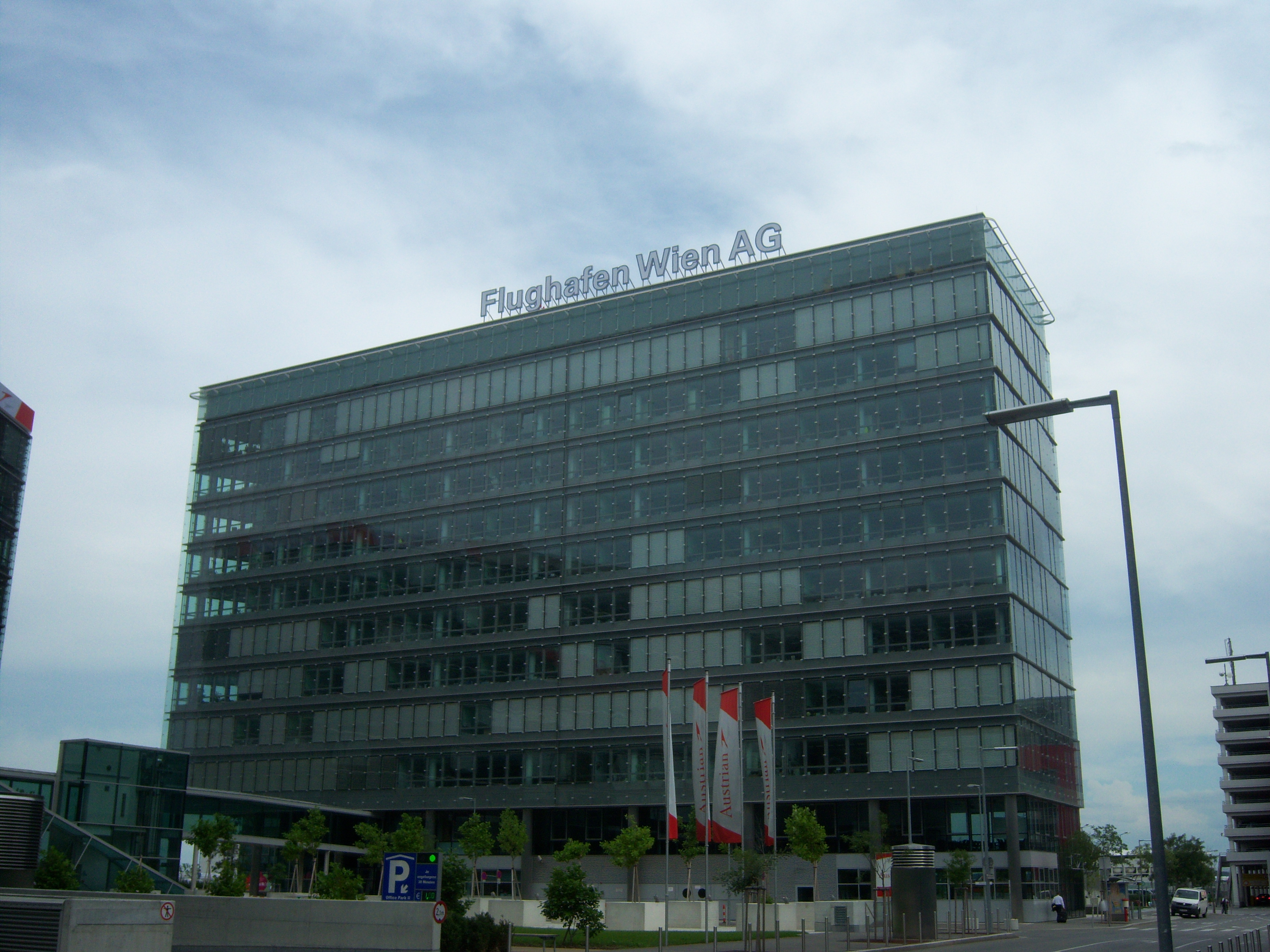
Aeropuerto Internacional Viena-Schwechat

- Alanya
- Burghausen
- Gladbeck
- Enfield
- Skalica

- Datos: Q489972
- Multimedia: Schwechat / Q489972

1. ↑  Worldpostalcodes.org, código postal n.º 2320.